# Gleed
Gleed és una concentració de població designada pel cens dels Estats Units a l'estat de Washington. Segons el cens del 2000 tenia 2.947 habitants.

## Demografia
Segons el cens del 2000, Gleed tenia 2.947 habitants, 1.098 habitatges, i 847 famílies. La densitat de població era de 212,3 habitants per km².
Dels 1.098 habitatges en un 34,8% hi vivien nens de menys de 18 anys, en un 65,8% hi vivien parelles casades, en un 7,7% dones solteres, i en un 22,8% no eren unitats familiars. En el 18,8% dels habitatges hi vivien persones soles el 9,1% de les quals corresponia a persones de 65 anys o més que vivien soles. El nombre mitjà de persones vivint en cada habitatge era de 2,67 i el nombre mitjà de persones que vivien en cada família era de 3,02.
Per edats la població es repartia de la següent manera: un 26,4% tenia menys de 18 anys, un 6% entre 18 i 24, un 28,2% entre 25 i 44, un 25,9% de 45 a 60 i un 13,5% 65 anys o més.
L'edat mediana era de 39 anys. Per cada 100 dones de 18 o més anys hi havia 93,4 homes.
La renda mediana per habitatge era de 44.161 $ i la renda mediana per família de 48.950 $. Els homes tenien una renda mediana de 33.511 $ mentre que les dones 24.408 $. La renda per capita de la població era de 20.185 $. Aproximadament el 2,6% de les famílies i el 5,4% de la població estaven per davall del llindar de pobresa.

## Poblacions més properes
El següent diagrama mostra les poblacions més properes.